# Södra Kvarntjärnen, Hälsingland
Södra Kvarntjärnen är en sjö i Ljusdals kommun i Hälsingland och ingår i Ljusnans huvudavrinningsområde.